# Горян Петрески
Горян Петрески (на македонска литературна норма: Горјан Петревски) е детски писател от Северна Македония.

## Биография
Роден е на 15 юли 1951 година в демирхисарското село Мренога, тогава във Федеративна народна република Югославия. Основно училище завършва в родното си село, а средно образование - в Прилепската гимназия. Учи във Филологическия факултет на Скопския университет в групата за южнославянска книжовност. Работи десетина години като новинар в Македонската телевизия в програмата за деца, а в 1986 година преминава на работа во НИП „Нова Македония“, където работи в младежкото издание „Наш свет“, а също така е отговорен редактор на списанието „Развигор“ и отговорен редактор за издателската дейност в издателската къща „Детска радост“.